# British Columbia Lions
I British Columbia Lions, spesso abbreviato in BC Lions, sono una squadra di football canadese della Canadian Football League.  Hanno la propria sede a Vancouver nella Columbia Britannica, Canada. La squadra è allenata da Mike Benevides.  I Lions hanno giocato ogni stagione nella CFL sin dal 1954, vincendo il campionato sei volte, l'ultima nel 2011. I Lions disputano le partite in casa nel BC Place Stadium, che si trova nel centro di Vancouver, mentre precedentemente hanno giocato all'Empire Stadium, ad est di Vancouver dal 1954 a 1982.

## Storia

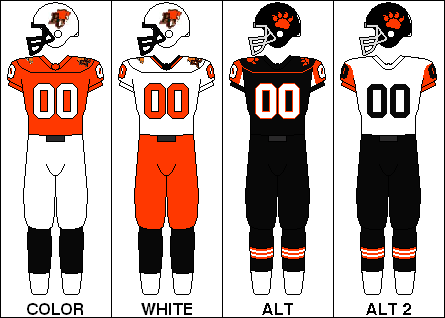
Le uniformi dei Lions.

I Lions hanno disputato la loro prima stagione nel 1954, rendendoli la franchigia più giovane della CFL, e da allora hanno disputato ogni stagione. Essi sono la più vecchia franchigia sportiva professionistica residente a Vancouver e della provincia della Columbia Britannica. Sono arrivati nella finale della Grey Cup 10 volte, vincendola 6, l'ultima nel 2011.
I Lions sono l'unica squadra del Canada Orientale ad aver vinto la Grey Cup in casa, nel 1994 e nel 2011, diventando inoltre l'unica franchigia a battere in finale una franchigia residente negli Stati Uniti. I Lions hanno la più lunga striscia di qualificazioni consecutive ai playoff, la seconda di tutti i tempi, con 16 partecipazioni.